# 马里奥·瓦洛托

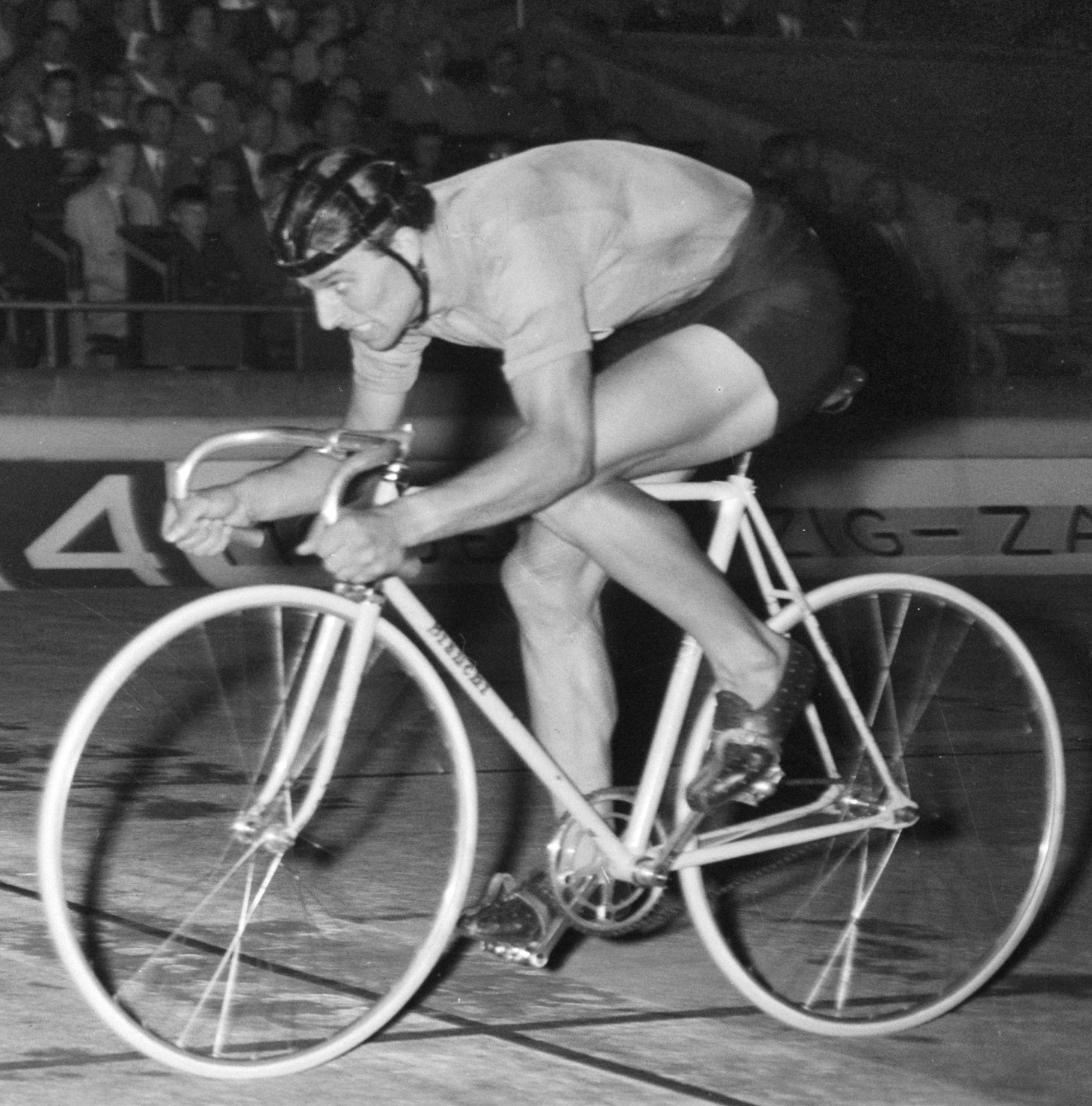
马里奥·瓦洛托

马里奥·瓦洛托（義大利語：Mario Vallotto，1933年11月18日—1966年4月22日），意大利男子自行车运动员。他曾代表意大利参加1960年夏季奥林匹克运动会自行车比赛，获得男子团体追逐赛金牌。